# Брут (Северная Осетия)
Бру́т (осет. Брут или Брутæ) — село в Правобережном районе Республики Северная Осетия — Алания. 
Административный центр муниципального образования «Брутское сельское поселение».

## География
Село расположено в юго-западной части Правобережного района, на правом берегу реки Камбилеевка. Находится в 10 км к северо-западу от районного центра — Беслан и в 35 км от города Владикавказ.

## Этимология
Название села произошло от осетинского быру — «ров».

## История
Селение было основано в 1830 году девятью дворами Шанаевых, вынужденными переселенцами из сёл Тменикау, Кани и Нижний Кобань, расположенных в горной Тагаурии. Переселению предшествовала карательная экспедиция коменданта крепости Владикавказ, российского генерал-майора Абхазова, объявившего о необходимости переселения всех жителей горной Тагаурии в предгорья, в с связи с отдачей их земель в казну.
На осетинском село Брут называют ещё Санатыхъæу «селение Шанаевых», по фамилии его первопоселенцев, обосновавшихся близ большого кургана, которому дали имя — Челеметов курган, в честь старейшины, Челемета Шанаева.
В 1853 году в ауле Шанаево проживали 29 семьи из фамильных родов — Шанаевых, Тугановых, Алдатовых, Кундуховых и Мамсуровых, к которым позже переселились Мамсуровы и Кануковы из гизельдонских селений. К 1866 году два селения Шанаевых и одно Алдатовых объединяются в единое село, состоящее из 88 дворами. В 1886 году в Шанаево насчитывалось 149 дома и 812 жителей, а к 1910 году их численность возрастало до 197 дворов и 1023 жителя.
Фамилии
Алдатовы, Бекузаровы, Бердиковы, Жантиевы, Кануковы, Кодзаевы, Козыревы, Кокаевы, Кундуховы, Мамсуровы, Мисиковы, Слоновы, Тетовы, Тугановы, Улубиевы, Хаевы, Цараховы, Цахиловы, Чшиевы, Шанаевы.

## Население
| 2002  | 2010  | 2011  | 2012  | 2013  | 2014  | 2015  |
| ----- | ----- | ----- | ----- | ----- | ----- | ----- |
| 1415  | ↗1485 | ↘1482 | ↗1486 | ↘1480 | ↗1489 | ↗1498 |
| 2016  | 2017  | 2018  | 2019  | 2020  | 2021  | 2023  |
| ↘1495 | ↗1505 | ↗1506 | ↘1505 | ↗1519 | ↗1597 | ↘1572 |
| 2024  | 2025  |       |       |       |       |       |
| ↘1568 | ↘1549 |       |       |       |       |       |

## Известные уроженцы
- Алдатов Ибрагим Эрикович (1983) — борец вольного стиля.
- Кануков Инал Дударович (1851—1899) — писатель, публицист, просветитель, этнограф. Автор очерков «В осетинском ауле», «Горцы переселенцы».
- Кодзати Ахсар Магометович (1937) — осетинский писатель.
- Мисиков Магомет Асланикоевич (1881—1937) — доктор медицины и профессор, народный врач, ученый-исследователь, антрополог и этнограф. Автор труда «Материалы для антропологии осетин» (Одесса, 1916 г).
- Мисиков Темболат Тепсарикоевич (1879—1962) — народный музыкант, сказитель осетинского нартовского эпоса, участник Русско-японской войны 1904—1905 гг.
- Шанаев Гацыр Текаевич (1834—1880) — известный деятель осетинской культуры XIX века, собиратель осетинского фольклора, участник Крымской войны 1855 г.
- Шанаев, Джантемир Текаевич (1851—1928) — фольклорист, этнограф, собиратель нартских сказаний.
- Шанаев, Казбек Исламович (1912—1990) — Герой Социалистического Труда.
- Шанаев Уари Умарович (1884—1968) — осетинский писатель и поэт.